# بیساکوینو
بیساکوینو (به ایتالیایی: Bisacquino) یک کومونه در ایتالیا است که در استان پالرمو واقع شده‌است.

## خصوصیات
بیساکوینو ۶۴ کیلومترمربع مساحت و ۵٬۱۱۹ نفر جمعیت دارد و ۷۴۴ متر بالاتر از سطح دریا واقع شده‌است.